# 尾叶鱼藤
尾叶鱼藤（学名：Derris caudatilimba），为豆科鱼藤属下的一个植物种。